# Lathrostizus mandibularis
Lathrostizus mandibularis är en stekelart som beskrevs av Horstmann 2004. Lathrostizus mandibularis ingår i släktet Lathrostizus och familjen brokparasitsteklar. Inga underarter finns listade i Catalogue of Life.